# Dileeni Daniel-Selvaratnam
Pour les articles homonymes, voir Daniel et Selvaratnam.
Dileeni Daniel-Selvaratnam est une avocate et fonctionnaire britannique d'origine sri lankaise qui occupe le poste de gouverneur d'Anguilla du 18 janvier 2021 au 1er juin 2023 — seconde femme à occuper le poste, après Christina Scott (en) — puis celui de gouverneur des Îles Turques-et-Caïques depuis le 29 juin 2023.

## Biographie

### En tant que fonctionnaire
Dileeni Daniel-Selvaratnam fait partie de la Diaspora sri lankaise-tamoule (en) du Royaume-Uni. Elle est appelée au barreau en 1999 et reçoit un Master of Laws en droit international de l'université de Londres en 2000. Elle termine son instruction en droit pendant l'année 2000-2001 au 9, King's Bench Walk (en), puis au 1 Inner Temple Lane.
De 2004 à 2007, elle est conseillère politique au Département des Affaires constitutionnelles (en). Elle occupe par la suite différents postes au ministère de la Justice de 2007 à 2015 : directrice de cabinet pour le ministre de la Justice de 2007 à 2010, secrétaire pour le rapport Omand (en) en 2010, vice-directrice de la planification de gestion des délinquants de 2010 à 2011 et vice-directrice de la planification de la Her Majesty's Courts and Tribunals Service (en) de 2011 à 2015. Elle est aussi directrice de planification pour l'Insolvency Service (en) de 2015 à 2017. Cette année-là, elle rejoint le Bureau du Cabinet en tant que directrice du Grenfell Tower Inquiry (en).

### En tant que gouverneure
Daniel-Selvaratnam est nommée pour occuper le poste de gouverneur d'Anguilla le 28 novembre 2020. Elle arrive sur l'île le 15 janvier 2021 et commence ses activités à distance, compte tenu de la quarantaine de quinze jours imposée aux nouveaux arrivants. Elle effectue son assermentation par visioconférence le 18 janvier. Le 21 janvier, elle organise une rencontre avec le conseil exécutif, puis rencontre l'opposition à l'Assemblée peu après,. Le 26, elle assermente une nouvelle magistrate, Piyumini Weeratunga, qui avait été magistrate à Montserrat.
Une fois sa quarantaine terminée, elle visite l'hôpital local, le Princess Alexandra Hospital (en), et l'allée des hôtels. Elle poursuit ses visites avec un tour complet de l'île, où elle rencontre les députés de chaque district, et où elle discute des nouvelles arrivées de vaccin contre la Covid-19 avec les résidents locaux,,.
Le 15 décembre 2022, le bureau des Affaires étrangères et du Commonwealth annonce que Dileeni Daniel-Selvaratnam succédera à Nigel Dakin en tant que gouverneur des Îles Turques-et-Caïques en juin 2023.